# マーサ・マイ・ディア
「マーサ・マイ・ディア」（Martha My Dear）は、ビートルズの楽曲である。1968年に発売された9作目のイギリス盤公式オリジナル・アルバム『ザ・ビートルズ』に収録された。レノン＝マッカートニー名義となっているが、ポール・マッカートニーによって書かれた楽曲で、自身が飼っていたオールド・イングリッシュ・シープドッグたるマーサ（1966年 - 1982年夏・老衰死）を題材としている。

## 背景・曲の構成
1966年夏に北ロンドンに引っ越したマッカートニーは、間もなくしてオールド・イングリッシュ・シープドッグのマーサを飼い始めた。マーサについてマッカートニーは、「僕が初めて飼うペットだ。僕が動物に凄く優しいのを見て、ジョンが『こんなおまえを見るのは初めてだ』って驚いていたのを覚えてる。マーサはとても可愛らしくて、思わず抱きしめたくなるような犬だった」と語っている。
アルバム『ザ・ビートルズ』収録曲では数少ないピアノを主体とした楽曲で、マッカートニーは「ピアノは完全に独習だった。たいていはベースラインを弾くだけだったけど、それで十分事足りていた。僕らはいつもその上に歌を被せていたから、あまり余計なことはしないといいと思った。歌詞やらメロディやらを乗せやすいようにね。そんな中でいちばん凝ったプレイをしたのが『マーサ・マイ・ディア』。実を言うと少しばかり対位法みたいなことをしてるけど、これもやっぱり独習だった。なんとか頑張って2つのパートを一度に弾けるようになった」と語っている。
メロディが完成した後に、マッカートニーはマーサについて歌詞を書いた。歌詞についてマッカートニーは、「普段は『こういうことについて曲を書こう』と考えながら、曲を書くことはない。メロディが出来上がると自然に何かの歌詞が浮かんでくるんだけど、この時はたまたま『いとしのマーサ。僕の毎日は会話で終わってしまうけれど』だった。特に意味はないけど、とにかくこの歌詞が頭に浮かんできた」と語っている。1968年春にマッカートニーがノートに残した曲名のリストには「Martha My Dear」と「Silly Girl」が含まれているが、同年5月にイーシャーにあるジョージ・ハリスンの自宅で行われたデモ録音では、本作は採り上げられなかった。その後レコーディングが行われる秋までに、この2つの楽曲が1つにまとめられることとなった。
曲のキーはEbメジャーに設定されていて、3拍子と2拍子のパートが1小節ずつあるほか、4分の4拍子のパートが存在する。

## レコーディング
「マーサ・マイ・ディア」のレコーディングは、1968年10月4日にトライデント・スタジオで行われた。ベーシック・トラックとストリングスのオーバー・ダビングは同じ日に行われており、ジョージ・マーティンはマッカートニーがあらかじめ録音したデモを基に、ストリングスとブラスのスコアを書いたと推測されている。
8トラック・レコーダーのトラック5にボーカルと手拍子、トラック6にドラムとリズムギター、トラック7にピアノが録音された。ドラムの録音時に、マル・エヴァンズがバスドラムの皮に穴を開けたことが明かされている。外部ミュージシャンによって、トラック3にトランペットとホルン、トラック4にトロンボーンとチューバ、トラック8にストリングスが録音された後、新たに録音されたマッカートニーのボーカルがダブルトラッキングされ、手拍子とともにトラック2に収録された。
10月5日にモノラル・ミックスとステレオ・ミックスが作成され、これがトライデント・スタジオにおけるアルバム用の最終セッションとなった。なお、トライデント・スタジオはアメリカのNABイコライゼーションを使用していたため、イギリスでは標準となっていたCCIRに転換するために、10月7日にEMIレコーディング・スタジオでコピーされた。

## クレジット
- ポール・マッカートニー - ダブルトラックのボーカル、ピアノ、ベース、リードギター、ドラム、ハンドクラップ（英語版）、ブラス&ストリングス編曲
- ジョージ・マーティン - ブラス&ストリングス編曲
- バーナード・ミラー、デニス・マコーネル、ルー・ソフィア、レ・マドックス - ヴァイオリン
- レオ・バーンバウム、ヘンリー・マイヤーズコー（英語版） - ヴィオラ
- レジナルド・キルビー、フレドリック・アレキサンダー、ピーター・ホーリング - チェロ
- レオン・カルヴァート - トランペット、フリューゲルホルン
- スタンリー・レイノルズ（英語版）、ロニー・ヒューズ  - トランペット
- トニー・タンストール - フレンチ・ホルン
- テッド・バーカー - トロンボーン
- アルフ・リース - チューバ

以上が、イアン・マクドナルドとマーク・ルイソンの著書に記載されていたクレジットである。
しかし、2018年に発売された『ザ・ビートルズ (ホワイト・アルバム) 〈スーパー・デラックス・エディション〉』に付属のブックレットでは、以下のようなクレジットとなっている。
ビートルズ
- ポール・マッカートニー - リード・ボーカル、ピアノ、ベース、手拍子
- ジョージ・ハリスン - エレクトリック・ギター
- リンゴ・スター - ドラム

追加の楽器
- ヴァイオリン（4丁）、ヴィオラ（2丁）、チェロ（2台）、トランペット（3本）、フレンチ・ホルン、トロンボーン、チューバ、フリューゲルホルン

## カバー・バージョン
- アンブローズ・スレイド - 1969年に発売されたアルバム『Beginnings』に収録[11]。
- フールズ・ガーデン - 1997年に発売されたアルバム『Go and Ask Peggy for the Principal Thing』に収録[12]。
- フィッシュ - 2002年に発売したアルバム『Live Phish Volume 13』に収録[13]。
- ブラッド・メルドー - 2005年に発売したアルバム『Day Is Done』[14]と2011年に発売したライブ・アルバム『Live in Marciac』に収録[15]。
- 小曽根真 - 2007年に発売されたアルバム『フォーリング・イン・ラヴ、アゲイン』に収録。
- タケカワユキヒデ - 2010年に発売されたアルバム『CHRONICLE 5&6+2』に収録。
- マデリン・ペルー（英語版） - 2011年に発売したアルバム『Standing on the Rooftop』に収録[16]。